# 四甲基氯化𬭸
四甲基氯化𬭸是一种季𬭸盐，化学式为[(CH3)4P]Cl。

## 制备
它可由氯甲烷和白磷在300~310 °C于Pyrex玻璃弹中反应得到。
[(CH3)3P]4MoCl2和二氯甲烷的反应中会有产物之一的四甲基氯化𬭸生成。

## 性质
它受热分解得到三甲基膦和氯甲烷。也有文献指出它的热分解产物是乙烯、三甲基膦和氯化氢。